# Хорхе Валдано
Хорхе Алберто Франсиско Валдано Кастељано (шп. Jorge Alberto Francisco Valdano Castellanos; 4. октобар 1955) бивши је аргентински фудбалер и тренер. Играо је на позицији нападача и познат је по постизању гола за Аргентину у финалу Светског првенства 1986. године против Западне Немачке. 
Наступао је у каријери за Њуелс олд бојс, Алавес, Сарагосу и Реал Мадрид. За репрезентацију Аргентине је одиграо 23 утакмице и постигао седам голова. Тренирао је Тенерифе, Реал Мадрид и Валенсију. Био је спортски директор Реал Мадрида.

## Успеси

### Играч
Њуелс олд бојс
- Прва лига Аргентине: 1974.

Реал Мадрид
- Ла Лига: 1985/86, 1986/87.
- Лига куп Шпаније: 1985.
- Куп УЕФА: 1984–85, 1985–86

Аргентина
- Светско првенство: 1986.

#### Индивидуално
Награде
- Најбољи страни играч Ла Лиге: 1985/86.

### Тренер
Реал Мадрид
- Ла Лига: 1994/95.

## Галерија
- Радост Валдана са саиграчима после освајања титуле првака света 1986.
- Тим Аргентине пред финале 1986. године, Валдано други слева (број 11)